# Windows Management Instrumentation
Windows Management Instrumentation (WMI), em português Instrumentação de Gerenciamento do Windows é um conjunto de extensões para o Windows Driver Model que fornece uma interface de sistema operacional através da qual componentes instrumentados fornecem informação e notificação. O WMI é uma implementação da Microsoft dos padrões Web-Based Enterprise Management (WBEM) e Common Information Model (CMI) da Distributed Management Task Force (DMTF).
WMI permite que linguagens de script como VBScript ou Windows PowerShell gerenciem computadores pessoais e servidores Microsoft Windows, tanto localmente quanto remotamente. WMI é pré-instalado no Windows 2000 e novos SOs. Ele está disponível como um download para Windows NT, Windows 95 e Windows 98.
A Microsoft também fornece uma interface de linha de comando para o WMI chamada Windows Management Instrumentation Command-line (WMIC).